# Soluzione di Fowler
La soluzione di Fowler, conosciuta anche come Kali Arsenicosum o Kali arseniatum,  è una soluzione all'1% di arseniato biacido di potassio (IUPAC: diidrogenoarsenato (V) di potassio) usato come medicamento o ricostituente. Fu scoperto nel 1786 e prescritto per una serie di disturbi per oltre 150 anni.
La sua formula chimica è KH2AsO4.
A causa della natura velenosa e cancerogena dei composti inorganici dell'arsenico, la soluzione di Fowler è pericolosa sia a breve termine sia in uso prolungato. Effetti collaterali documentati della cura con la soluzione di Fowler sono:
- cirrosi epatica
- ipertensione portale idiopatica
- carcinoma della vescica
- tumori della pelle